# Greg Butler
Greg Butler é um especialista em efeitos especiais britânico. Como reconhecimento, foi nomeado ao Oscar 2012 na categoria de Melhores Efeitos Visuais por Harry Potter and the Deathly Hallows – Part 2.